# Bianor pseudomaculatus
Bianor pseudomaculatus är en spindelart som beskrevs av Dmitri Viktorovich Logunov 2000 [200. Bianor pseudomaculatus ingår i släktet Bianor och familjen hoppspindlar. Inga underarter finns listade.